# Biszférikus koordináta-rendszer

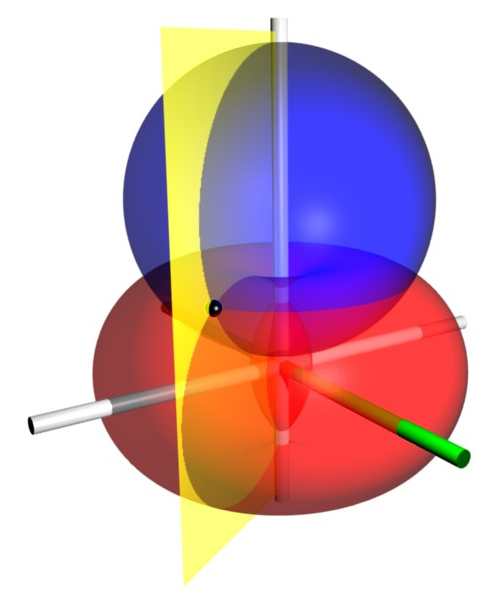
A biszférikus koordináta-rendszer koordinátafelületei. A fókuszok 1 távolságra vannak a függőleges z-tengelytől. A piros önátmetsző tórusz a σ=45° koordinátafelület, a kék gömb a τ=0.5 koordinátafelület, és a sárga félsík a φ=60° koordinátafelület. A zöld tengely jelöli az a tengelyt, amihez a φ azimut viszonyítva van. A fekete pont a piros, kék és sárga felületek metszéspontja, melynek Descartes-koordinátái körülbelül (0,841; -1,456; 1,239)

A biszférikus koordináta-rendszer egy háromdimenziós koordináta-rendszer, ami a bipoláris koordináta-rendszerből származtatható a két fókuszt összekötő egyenes körüli forgatással. Ezzel a bipoláris koordináta-rendszer fókuszai megmaradnak pontoknak a biszférikus koordináta-rendszerben.

## Definíció
A {\displaystyle (\sigma ,\tau ,\phi )} biszférikus koordináták leggyakrabban használt definíciója:
{\displaystyle {\begin{aligned}x&=a\ {\frac {\sin \sigma }{\operatorname {ch} \tau -\cos \sigma }}\cos \phi ,\\y&=a\ {\frac {\sin \sigma }{\operatorname {ch} \tau -\cos \sigma }}\sin \phi ,\\z&=a\ {\frac {\sinh \tau }{\operatorname {ch} \tau -\cos \sigma }},\end{aligned}}}
ahol egy {\displaystyle P} pont {\displaystyle \sigma } koordinátája megegyezik az {\displaystyle F_{1}PF_{2}} szöggel; a {\displaystyle \tau } koordináta pedig a fókuszoktól mért {\displaystyle d_{1}} és {\displaystyle d_{2}} hányadosának természetes logaritmusa:
{\displaystyle \tau =\ln {\frac {d_{1}}{d_{2}}}}

## Koordinátafelületek
A konstans {\displaystyle \sigma }-jú felületek különböző sugarú, egymást metsző tóruszok:
{\displaystyle z^{2}+\left({\sqrt {x^{2}+y^{2}}}-a\operatorname {ctg} \sigma \right)^{2}={\frac {a^{2}}{\sin ^{2}\sigma }}}
melyek mind áthaladnak a fókuszokon, de nem metszik egymást. A konstans {\displaystyle \tau }-jú felületek különböző sugarú, egymást nem metsző gömbök, melyek körülveszik a fókuszokat:
{\displaystyle \left(x^{2}+y^{2}\right)+\left(z-a\operatorname {cth} \tau \right)^{2}={\frac {a^{2}}{\operatorname {sh} ^{2}\tau }}}
A konstans {\displaystyle \tau }-jú gömbök középpontja a {\displaystyle z}-tengelyen helyezkedik el, míg a konstans {\displaystyle \sigma }-jú tóruszok középpontja az {\displaystyle xy}-síkban található.

## Inverz képletek
Az inverz transzformációk képletei:
{\displaystyle {\begin{aligned}\sigma &=\arccos \left({\dfrac {R^{2}-a^{2}}{Q}}\right),\\\tau &=\operatorname {arsh} \left({\dfrac {2az}{Q}}\right),\\\phi &=\operatorname {arctg} \left({\dfrac {y}{x}}\right),\end{aligned}}}
ahol {\textstyle R={\sqrt {x^{2}+y^{2}+z^{2}}}} és {\textstyle Q={\sqrt {\left(R^{2}+a^{2}\right)^{2}-\left(2az\right)^{2}}}.}

## Skálázási tényezők
A {\displaystyle \sigma } és {\displaystyle \tau } biszférikus koordináták skálázási tényezője megegyezik:
{\displaystyle h_{\sigma }=h_{\tau }={\frac {a}{\operatorname {ch} \tau -\cos \sigma }}}
míg az azimut skálázási tényezője
{\displaystyle h_{\phi }={\frac {a\sin \sigma }{\operatorname {ch} \tau -\cos \sigma }}}
Eszerint az infinitezimális térfogatelem:
{\displaystyle dV={\frac {a^{3}\sin \sigma }{\left(\operatorname {ch} \tau -\cos \sigma \right)^{3}}}\,d\sigma \,d\tau \,d\phi }
és a Laplace-operátor:
{\displaystyle {\begin{aligned}\nabla ^{2}\Phi ={\frac {\left(\operatorname {ch} \tau -\cos \sigma \right)^{3}}{a^{2}\sin \sigma }}&\left[{\frac {\partial }{\partial \sigma }}\left({\frac {\sin \sigma }{\operatorname {ch} \tau -\cos \sigma }}{\frac {\partial \Phi }{\partial \sigma }}\right)\right.\\[8pt]&{}\quad +\left.\sin \sigma {\frac {\partial }{\partial \tau }}\left({\frac {1}{\operatorname {ch} \tau -\cos \sigma }}{\frac {\partial \Phi }{\partial \tau }}\right)+{\frac {1}{\sin \sigma \left(\operatorname {ch} \tau -\cos \sigma \right)}}{\frac {\partial ^{2}\Phi }{\partial \phi ^{2}}}\right]\end{aligned}}}
A további differenciáloperátorok, mint {\displaystyle \nabla \cdot \mathbf {F} } és {\displaystyle \nabla \times \mathbf {F} } kifejezhetők a  {\displaystyle (\sigma ,\tau )} koordinátákkal úgy, hogy behelyettesítjük a skálázási tényezőket az ortogonális koordináta-rendszerek általános képleteibe.

## Alkalmazások
A bipoláris koordináta-rendszer klasszikus alkalmazásai a parciális differenciálegyenletek megoldását segítik, például Laplace egyenletének megoldását, ahol is a bipoláris koordináták lehetővé teszik a változók szétválasztását. Azonban a a Heimholtz-egyenlet nem biztos, hogy szétválasztható ebben a koordináta-rendszerben.
Egy tipikus példa két különböző sugarú vezető gömb elektromos mezője.

## Fordítás
Ez a szócikk részben vagy egészben  a   Bispherical coordinates című angol Wikipédia-szócikk fordításán alapul.  Az eredeti cikk szerkesztőit annak laptörténete sorolja fel. Ez a jelzés csupán a megfogalmazás eredetét és a szerzői jogokat jelzi, nem szolgál a cikkben szereplő információk forrásmegjelöléseként.